# Players (film)
Players – indyjski film akcji w reżyserii duetu Abbas-Mustan, którego premiera odbyła się 5 stycznia 2012 roku. Remake filmu Włoska robota z 2003 roku.

## Obsada
Źródło: Filmweb

- Deng Chao – Zhao Erdou
- Wenkang Yuan – Wang Jincun
- Zhang Hanyu – Gu Zidi
- Wang Baoqiang – Maocai Jiang
- Shaokang Zhao – Lao Ciwei
- Heng Fu – Luo Guangtian
- Hu Jun – Liu Zeshui
- Liao Fan – Jiao Dapeng